# Кубок Мальти з футболу 2018—2019
Кубок Мальти з футболу 2018–2019 — 81-й розіграш кубкового футбольного турніру на Мальті. Титул вперше здобув Бальцан.

## Календар
| Раунд            | Дата                         | Матчі | Клуби   |
| ---------------- | ---------------------------- | ----- | ------- |
| Попередній раунд | 31 серпня - 2 вересня 2018   | 8     | 67 → 59 |
| Перший раунд     | 6-9 вересня 2018             | 9     | 59 → 50 |
| Другий раунд     | 26-28 жовтня 2018            | 18    | 50 → 32 |
| 1/16 фіналу      | 30 листопада - 3 грудня 2018 | 16    | 32 → 16 |
| 1/8 фіналу       | 26-27 січня 2019             | 8     | 16 → 8  |
| 1/4 фіналу       | 3-8 травня 2019              | 4     | 8 → 4   |
| 1/2 фіналу       | 11-12 травня 2019            | 2     | 4 → 2   |
| Фінал            | 18 травня 2019               | 1     | 2 → 1   |

## Регламент
Відповідно до формату змагань клуби Прем'єр-ліги стартують з 1/16 фіналу, у перших двох та в попередньому раунді грають клуби 2 - 4 дивізіонів.

## 1/16 фіналу
| Команда 1                   | Рахунок | Команда 2             |
| --------------------------- | ------- | --------------------- |
| 30 листопада 2018           |         |                       |
| Кормі                       | 1:5     | Гіберніанс            |
| Бірзеббуджа Сент-Петерс (3) | 0:5     | Зеббудж Рейнджерс (2) |
| Мдіна Кнайтс (4)            | 1:4     | П'єта Готспурс        |
| 1 грудня 2018               |         |                       |
| Бальцан                     | 5:1     | Кренді (2)            |
| Гзіра Юнайтед               | 4:0     | Рабат Аякс (3)        |
| Сан-Джуанн (2)              | 0:1     | Фгура Юнайтед (3)     |
| Сіджжіві (3)                | 1:3     | Меліта (3)            |
| 2 грудня 2018               |         |                       |
| Сліма Вондерерс             | 2:0     | Сент-Ендрюс           |
| Пембрук Атлета (2)          | 0:2     | Зейтун Корінтіанс (2) |
| Гуджа Юнайтед (2)           | 1:2 дч  | Шевкія Тайгерс (1-G)  |
| Мелліха (3)                 | 0:5     | Лія Атлетік (2)       |
| Марса (2)                   | 0:3     | Валетта               |
| Надур Янгстерс (1-G)        | 0:4     | Біркіркара            |
| Флоріана                    | 0:1     | Хамрун Спартанс       |
| 3 грудня 2018               |         |                       |
| Вітторіоса Старс (2)        | 0:3     | Таршіен Райнбоус      |
| Сенглі Атлетік              | 2:3 дч  | Моста                 |

## 1/8 фіналу
| Команда 1        | Рахунок | Команда 2             |
| ---------------- | ------- | --------------------- |
| 26 січня 2019    |         |                       |
| П'єта Готспурс   | 2:0     | Зейтун Корінтіанс (2) |
| Гіберніанс       | 4:0     | Фгура Юнайтед (3)     |
| Моста            | 2:1     | Сліма Вондерерс       |
| Таршіен Райнбоус | 5:0     | Зеббудж Рейнджерс (2) |
| 27 січня 2019    |         |                       |
| Гзіра Юнайтед    | 4:2     | Меліта (3)            |
| Лія Атлетік (2)  | 1:7     | Валетта               |
| Біркіркара       | 2:1     | Хамрун Спартанс       |
| Бальцан          | 6:1     | Шевкія Тайгерс (1-G)  |

## 1/4 фіналу
| Команда 1        | Рахунок | Команда 2     |
| ---------------- | ------- | ------------- |
| 3 травня 2019    |         |               |
| П'єта Готспурс   | 1:2 дч  | Гзіра Юнайтед |
| Моста            | 1:2     | Біркіркара    |
| Таршіен Райнбоус | 0:2     | Бальцан       |
| 8 травня 2019    |         |               |
| Гіберніанс       | 2:3 дч  | Валетта       |

## 1/2 фіналу
| Команда 1      | Рахунок | Команда 2  |
| -------------- | ------- | ---------- |
| 11 травня 2019 |         |            |
| Бальцан        | 3:2     | Біркіркара |
| 12 травня 2019 |         |            |
| Гзіра Юнайтед  | 0:2     | Валетта    |

## Фінал
| 18 травня 2019 18:00 (EEST) |

| Бальцан                    | 4:4      | Валетта                                             |
| -------------------------- | -------- | --------------------------------------------------- |
| Еффіонг 8', 44', 95', 104' | Протокол | Пенья 40', 72' Фонтанелла 115' (пен.) Р.Мускат 119' |

| Національний стадіон, Та-Калі Арбітр: Маріо Апап |

|                                                   |     | Пенальті                                      |  |
| Косорич · Шлівич · Любомірац · Еффіонг · Майдевац | 5:4 | Малано · Фонтанелла · Р.Мускат · Борг · Пуліс |  |